# Ivașciukî, Radîvîliv
Ivașciukî (în ucraineană Іващуки) este localitatea de reședință a comunei Ivașciukî din raionul Radîvîliv, regiunea Rivne, Ucraina.

## Demografie
Componența lingvistică a localității Ivașciukî
     Ucraineană (99,78%)
     Alte limbi (0,22%)
Conform recensământului din 2001, majoritatea populației localității Ivașciukî era vorbitoare de ucraineană (99,78%), existând în minoritate și vorbitori de alte limbi.